# Коларете (Бергамо)
Коларете је насеље у Италији у округу Бергамо, региону Ломбардија.
Према процени из 2011. у насељу је живело 70 становника. Насеље се налази на надморској висини од 752 м.